# Conseil d'État du canton du Valais
Pour les autres articles nationaux ou selon les autres juridictions, voir Conseil d'État.
Le Conseil d'État est le gouvernement du canton du Valais en Suisse. Il est composé de cinq membres, appelés conseillers d'État et élus au suffrage universel et au scrutin majoritaire pour une période de quatre ans. Chaque conseiller d'État dirige un département durant ces quatre ans.

## Description
Le Conseil d'État élit chaque année son président, selon un principe de rotation fondé sur l'ancienneté de fonction. Le président entre en fonction le 1er mai.

## Système électoral
Les cinq sièges du Conseil d'État sont pourvus pour quatre ans au scrutin plurinominal majoritaire à deux tours dans une circonscription électorale unique cantonale. Les électeurs votent pour autant de candidats qu'il y a  de sièges à pourvoir, à raison d'une voix pour un candidat. Les candidats ayant obtenu la majorité absolue du nombre de votants valides sont déclarés élus. S'il reste des sièges à pourvoir, un second tour est organisé entre les candidats restants et ceux arrivés en tête sont déclarés élus à raison du nombre de sièges restant à pourvoir.
Les conseillers d'État entrent en fonction le 1er mai suivant l'élection.
Le Conseil d'État valaisan est élu par le peuple depuis 1920.

## Composition actuelle (2025-2029)
|                      | depuis | Parti | Parti     | Départements                                 |
| Mathias Reynard      | 2021   |       | PS        | Santé, affaires sociales et culture (DSSC)   |
| Christophe Darbellay | 2017   |       | Le Centre | Économie et formation (DEF)                  |
| Franz Ruppen         | 2021   |       | UDC       | Mobilité, territoire et environnement (DMTE) |
| Stéphane Ganzer      | 2025   |       | PLR       | Sécurité, institutions et sport (DSIS)       |
| Franziska Biner      | 2025   |       | Le Centre | Finances et énergie (DFE)                    |

Cette législature est la première où le PDC (aujourd’hui appelé Le Centre) n'a pas la majorité absolue.

## Anciennes compositions

### 2021-2025
|                      | depuis | Parti | Parti     | Départements                                 |
| Roberto Schmidt      | 2017   |       | CSPO      | Finances et énergie (DFE)                    |
| Franz Ruppen         | 2021   |       | UDC       | Mobilité, territoire et environnement (DMTE) |
| Mathias Reynard      | 2021   |       | PS        | Santé, affaires sociales et culture (DSSC)   |
| Frédéric Favre       | 2017   |       | PLR       | Sécurité, institutions et sport (DSIS)       |
| Christophe Darbellay | 2017   |       | Le Centre | Économie et formation (DEF)                  |

Cette législature est la première où le PDC (renommé dans l'intervalle Le Centre) n'a pas la majorité absolue.

### 2017-2021
|                            | Parti | Parti | Départements                                 |
| Roberto Schmidt            |       | CSPO  | Finances et énergie (DFE)                    |
| Jacques Melly              |       | PDC   | Mobilité, territoire et environnement (DMTE) |
| Christophe Darbellay       |       | PDC   | Économie et formation (DEF)                  |
| Esther Waeber-Kalbermatten |       | PS    | Santé, affaires sociales et culture (DSSC)   |
| Frédéric Favre             |       | PLR   | Sécurité, institutions et sport (DSIS)       |

### 2013-2017
|                            | Parti | Parti | Départements                                   |
| Oskar Freysinger           |       | UDC   | Formation et sécurité (DFS)                    |
| Esther Waeber-Kalbermatten |       | PS    | Santé, affaires sociales et culture (DSSC)     |
| Jean-Michel Cina           |       | PDC   | Économie, énergie et territoire (DEET)         |
| Jacques Melly              |       | PDC   | Transports, équipement et environnement (DTEE) |
| Maurice Tornay             |       | PDC   | Finances et institutions (DFI)                 |

### 2009-2013
|                            | Parti | Parti | Départements                                      |
| Jean-Michel Cina           |       | PDC   | Économie, énergie et territoire (DEET)            |
| Maurice Tornay             |       | PDC   | Finances, institutions et santé (DFIS)            |
| Jacques Melly              |       | PDC   | Transports, équipement et environnement (DTEE)    |
| Claude Roch                |       | PLR   | Éducation, culture et sport (DECS)                |
| Esther Waeber-Kalbermatten |       | PS    | Sécurité, affaires sociales et intégration (DSSI) |

Cette législature est la première de l'histoire valaisanne où une femme siège à l'exécutif cantonal.

### 2005-2009
|                         | Parti | Parti | Départements                            |
| Jean-Jacques Rey-Bellet |       | PDC   | Transports, équipement et environnement |
| Jean-René Fournier      |       | PDC   | Finances, institutions et sécurité      |
| Jean-Michel Cina        |       | PDC   | Économie et territoire                  |
| Claude Roch             |       | PRD   | Éducation, culture et sport             |
| Thomas Burgener         |       | PS    | Santé, affaires sociales et énergie     |

### Base légale
- Règlement sur le Conseil d'État (RCE) du 15 janvier 1997, RS 172.011